# Шумадийский округ
Шумадийский округ (серб. Шумадијски управни округ) — округ в центральной части Сербии, относится к статистическому региону Шумадия и Западная Сербия.

## Административное деление
Территория округа поделена на 7 общин:
- Аранджеловац
- Топола
- Рача
- Баточина
- Книч
- Лапово
- Крагуевац:
  - Страгари
  - Аеродром
  - Пивара
  - Станово
  - Стари град

## Население
Этнический состав населения округа отличается однородностью: здесь проживает 282 772 сербов (96,4 %), 927 черногорцев (0,3 %), 2095 цыган (0,7 %) и другие (2011).